# Engels Park
Het Engels Park (Armeens: Անգլիական այգի, Angliakan aygi) is een stadspark in de Armeense hoofdstad Jerevan.

## Geschiedenis
Het Engels Park is een van de oudste parken in de stad Jerevan, daterend uit de jaren 1860. Het werd voor de Eerste Wereldoorlog vaak gerenoveerd, met een ingrijpende renovatie in 1910.
In 1920 werd in het Engels Park de allereerste voetbalwedstrijd in de moderne geschiedenis van Armenië gespeeld, tussen de teams van Jerevan en Aleksandropol. Tijdens de Sovjetjaren werd het park vernoemd naar de 26 commissarissen van Bakoe. Na de onafhankelijkheid van Armenië kreeg het park terug zijn oorspronkelijke naam.
In het park bevindt zich het standbeeld van Pepo, het fictieve karakter uit het gelijknamig toneelstuk van Gabriel Soendoekian, dat opgericht werd in 1976. De centrale fontein in het park is een populaire locatie voor trouwfoto's.

## Locatie
Het park heeft een oppervlakte van 5,5 hectare en bevindt zich in de Italiëstraat in het district Kentron ten zuiden van het Plein van de Republiek. De Staatstheateracademie Soendoekian, de Franse ambassade in Armenië, de Italiaanse ambassade in Armenië en het Best Western Congress Hotel bevinden zich aan de rand van het park.

## Fotogalerij

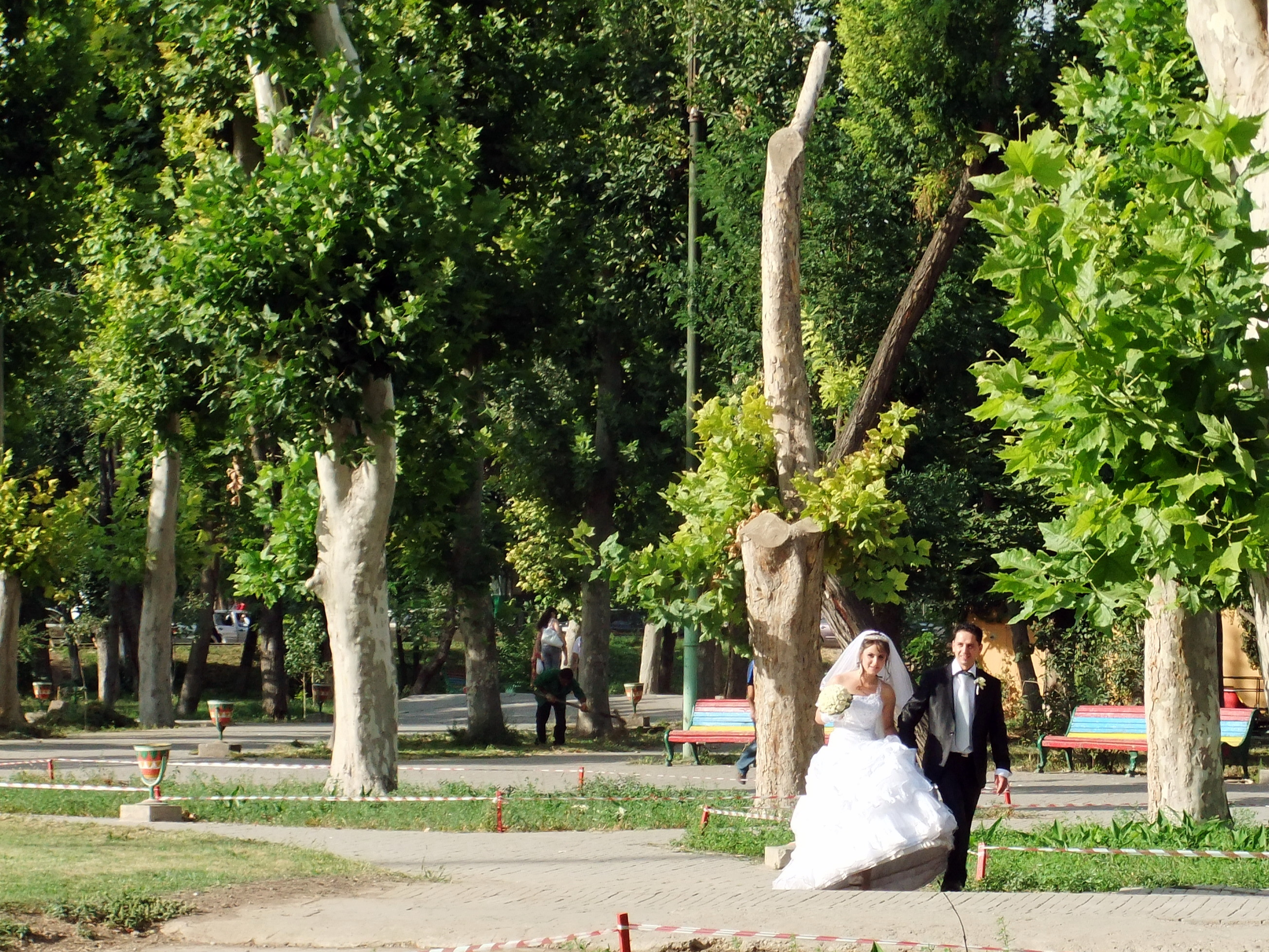
Zicht op het park
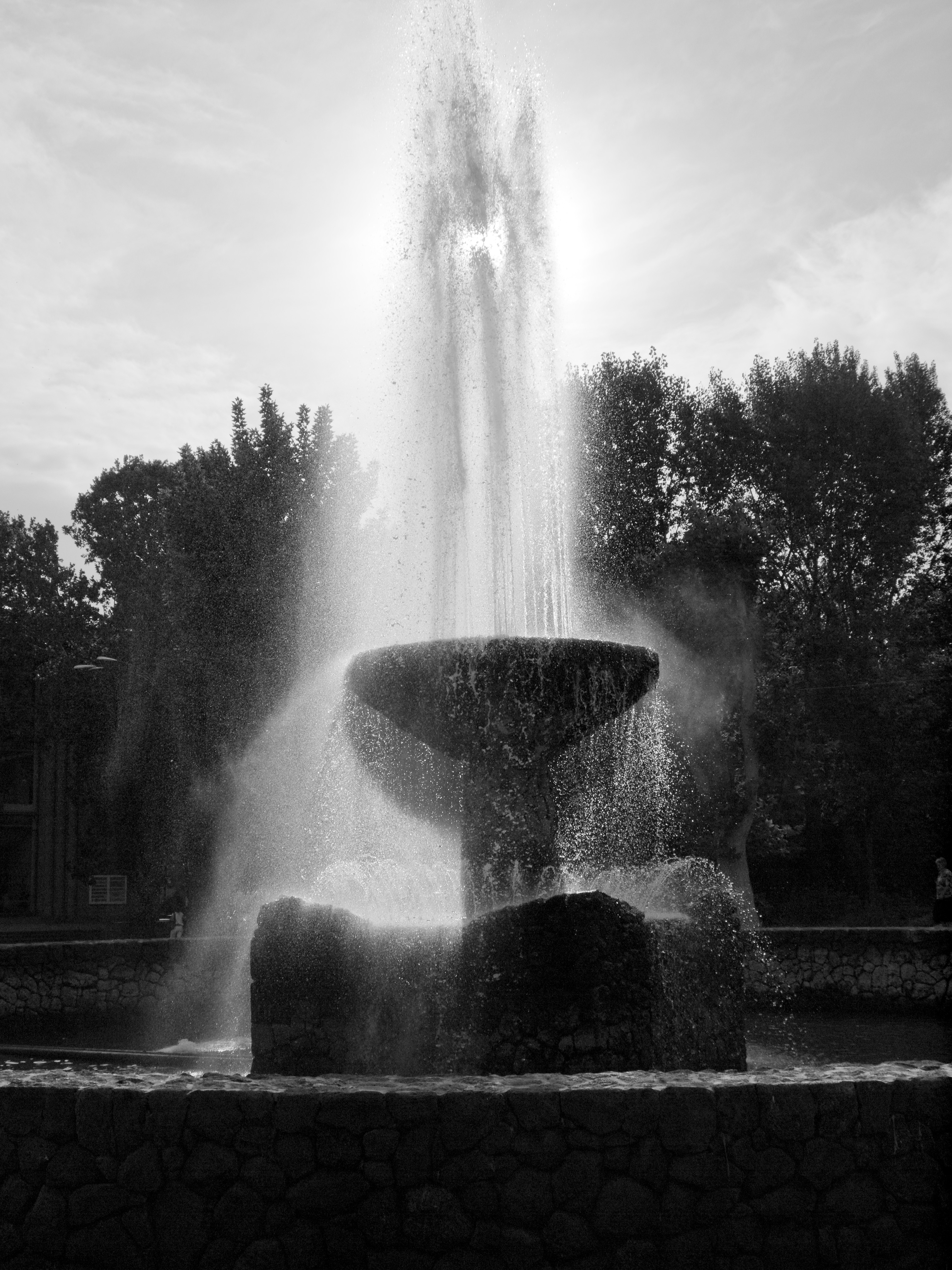
Centrale fontein
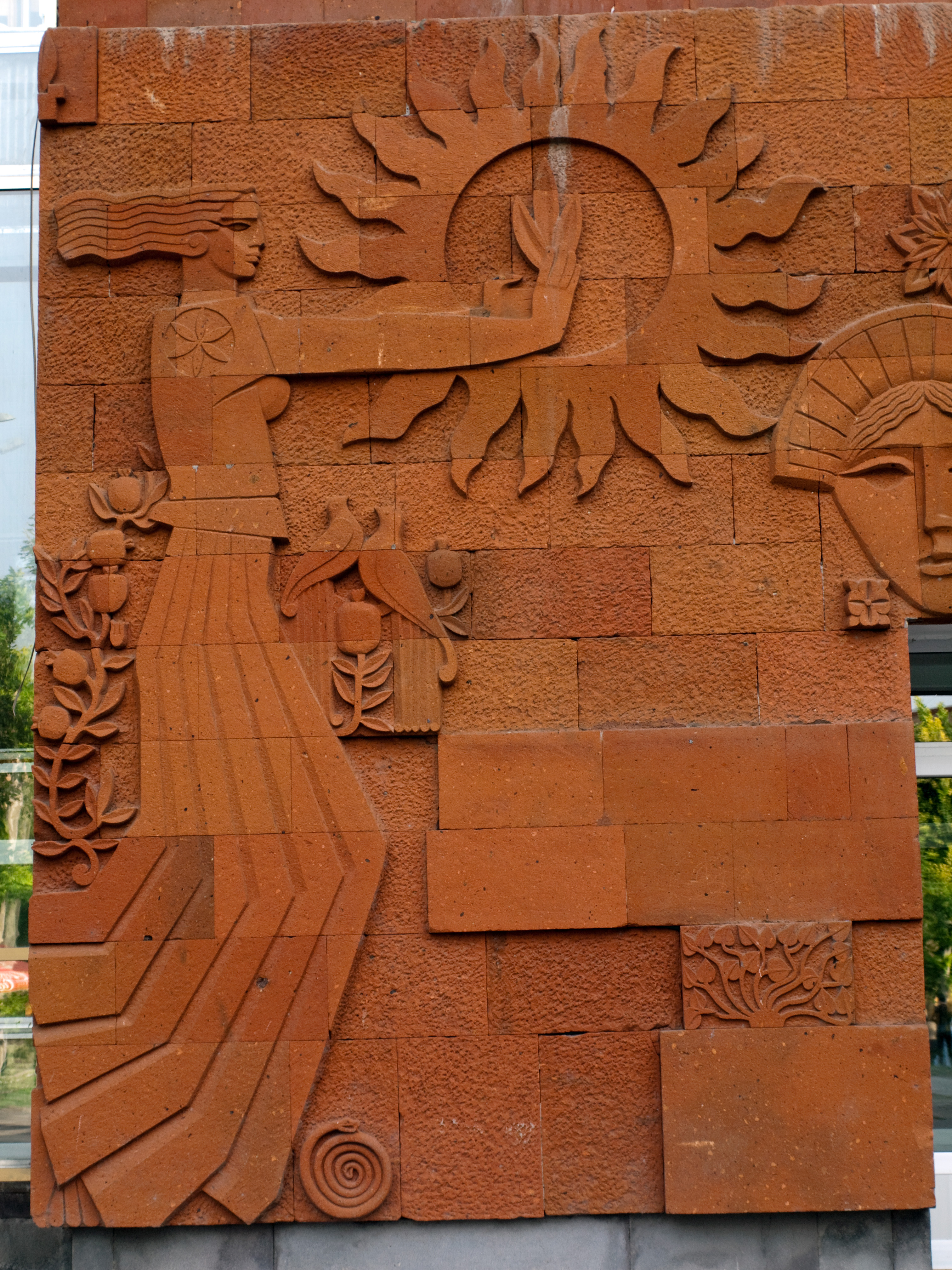
Monument in het park